# Ases y ochos (blackjack)

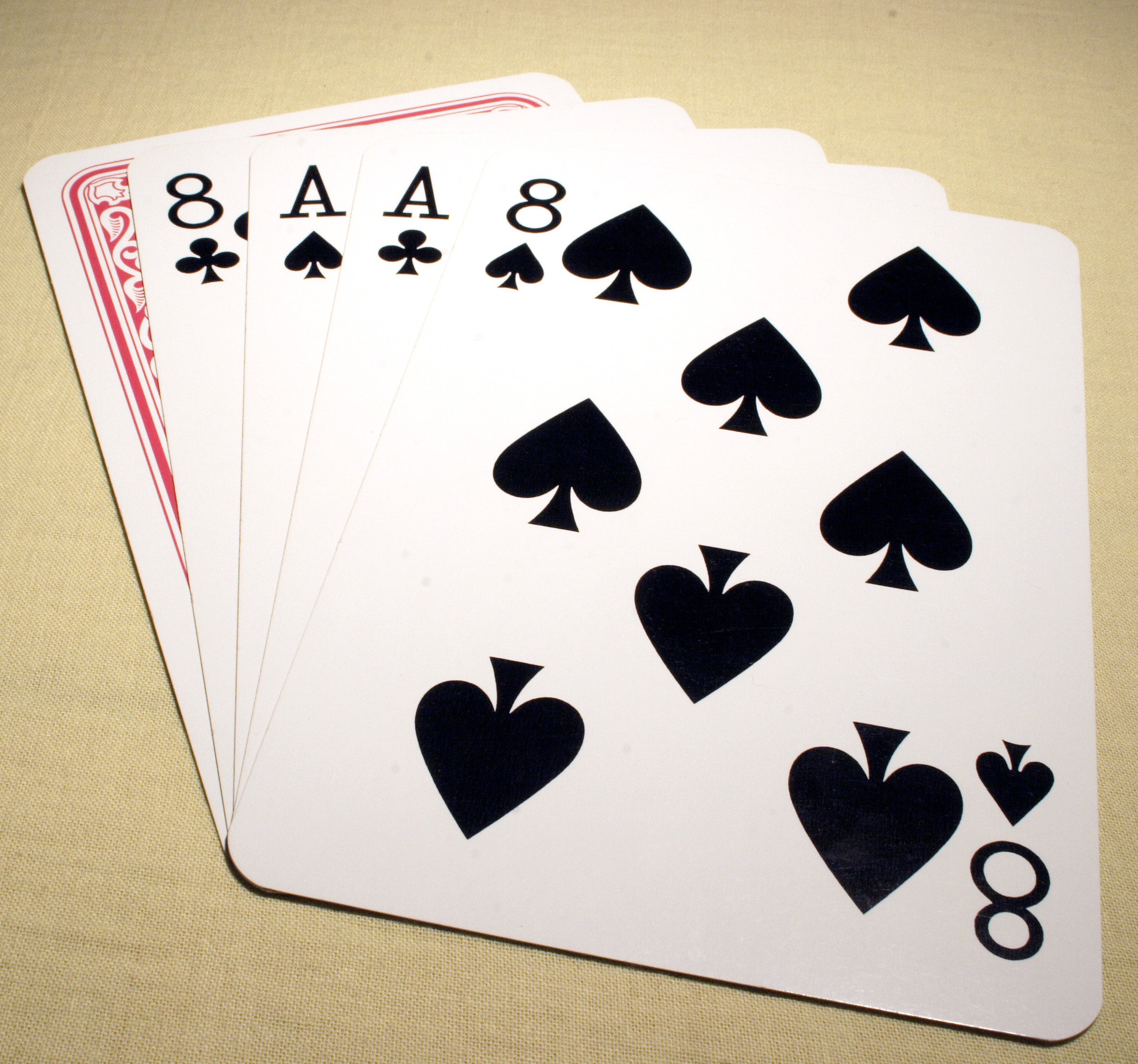
Dos ases y dos ochos en una baraja estándar de naipes

Ases y ochos es el nombre de una estrategia del blackjack usada para dividir cartas iniciales. En cuanto al resplitting, dobles, múltiples sorteos de cartas y el pago de blackjack, las reglas varían en los distintos establecimientos de juegos de apuestas y hay respuestas estratégicas condicionales que dependen de la cantidad de mazos usados, la frecuencia de barajado y las cartas del crupier. Sin embargo, independientemente de las diversas situaciones, la estrategia común en la comunidad del blackjack es la de «dividir siempre los ases y ochos» cuando se reparten los dos pares como cartas iniciales. Generalmente, es la primera regla de cualquier estrategia de división.

## Historia
Los «cuatro jinetes» del Blackjack (Roger Baldwin, Wilbert Cantey, Herbert Maisel y James McDermott) determinaron, usando máquinas de sumar, que dividir ochos era menos costoso que jugar con un par de los mismos como un 16. Formaban parte de un movimiento filosófico de la década de 1950 que descubrió que la estrategia, en el blackjack, podía reducir el borde de la casa hasta casi llegar a cero. Ahora, una estrategia típica implica la siguiente secuencia de decisiones de juego: uno decide si hay que rendirse, dividir, doblar, golpear o pararse.
Uno de los primeros defensores de la estrategia de dividir ochos fue Ed Thorp, quien desarrolló la estrategia en un IBM 704, usando Fortran, como parte de una teoría estratégica del blackjack publicada en Beat the Dealer: Una estrategia ganadora para el juego de Twenty-One en 1962. Thorp creó el sistema de conteo de cartas para el blackjack.

## Uso
El objetivo del blackjack es conseguir sumar 21 puntos o al menos conseguir, sin pasarse, un valor más cercano a 21 que el crupier. La regla estándar del juego es que si al jugador se le reparten un par de cartas iniciales con el mismo rango, puede dividirlas en manos separadas y pedir una nueva segunda carta para cada mano, mientras hace una  apuesta idéntica a la original con cada uno. Por lo tanto, durante esa ronda de juego, el jugador puede apostar cada par dividido por separado como un conjunto normal de cartas iniciales. Después de colocar la apuesta para las manos divididas, el crupier le da al jugador una carta adicional por cada carta partida. Las dos manos creadas por división se consideran independientemente en competencia contra el distribuidor. La duplicación le permite al jugador convertir una mano mala en una o dos manos con una buena posibilidad de ganar. También le permite doblar la apuesta cuando el dealer quiebra.
Hay reglas que permiten el resplitting hasta que el jugador tenga hasta cuatro manos. Algunos establecimientos permiten doblar la apuesta después de una división para que cada mano tenga una apuesta doble que la original. Sin embargo, las reglas estándar son que cuando una apuesta se duplica en una mano, el jugador solo puede robar una carta más para esa mano. Además, algunos establecimientos usan múltiples barajas de cartas o reorganizan el mazo después de cada mano, lo que afecta a las probabilidades de ganar. Las estrategias de división dependen de la carta de los concesionarios y de las reglas de la casa. Por lo tanto, dependiendo de las reglas, algunas cartas son mejores. Sin embargo, independientemente de las reglas, hay que dividir los ases y los ochos. Incluso los defensores de las estrategias que no siempre dividen ases y ochos, admiten que tales estrategias no son muy apreciadas por los jugadores experimentados.

### Ases
Un par de ases le da al jugador un valor de mano inicial de un 2 o un 12, que en los dos casos, es problemática. Al dividir los ases, el jugador tiene dos oportunidades de alcanzar el 21. La división de ases es muy favorable para el jugador, por lo que la mayoría de los establecimientos tienen reglas que limitan sus derechos para que no pueda hacerlo. En algunos casinos, el jugador solo puede robar una carta por cada as dividido. Hay algunos establecimientos que no reconocen un as dividido seguido de una carta con un valor de 10 como un blackjack natural (cualquier combinación donde las dos primeras cartas suman un total de 21) y no lo recompensan con un bono al jugador. También es común prohibir el resplitting y el redoblar. Independientemente de los pagos por el blackjack, las reglas de resplitting, de doblar, de los sorteos múltiples de cartas y de las cartas del crupier, uno siempre debe dividir los ases.

### Ochos
Si un jugador recibe un par de ochos, se considera que el total de 16 es una mano problemática. De hecho, se dice que el valor 16 es la peor mano que se puede tener en el blackjack. Sin embargo, dado que dieciséis de las otras cincuenta cartas tienen un valor de 10 y cuatro tienen un valor de 11, hay una gran posibilidad de obtener al menos un 18 con una o ambas tarjetas divididas. Tener un total de 18 o 19 es mucho más fuerte que tener un 16. La división de ochos limita las pérdidas y mejora la mano. La investigación probabilística de los escenarios de valor esperado muestra que al dividir ocho se puede convertir una mano que presenta una pérdida esperada en dos manos que puede presentar una ganancia esperada o una pérdida reducida, dependiendo de lo que muestre el concesionario. Se espera que un par dividido de ochos gane contra las cartas boca arriba del repartidor de 2 a 7 y que pierda menos contra las cartas altas del dealer de 8 hasta el as. Si un jugador golpea a un par de ochos, se espera que pierda $ 52 por una apuesta de $ 100. Si el jugador divide los ochos, se espera que pierda solo $ 43 por una apuesta de $ 100.